# بخش بارادرو
بخش بارادرو پارتیدو (به اسپانیایی: Partido de Baradero) یک منطقهٔ مسکونی در آرژانتین است که در استان بوئنوس آیرس واقع شده‌است. بخش بارادرو پارتیدو ۱٬۵۱۴ کیلومتر مربع مساحت و ۲۹٬۵۶۲ نفر جمعیت دارد.